# Ýmir Örn Gíslason
Ýmir Örn Gíslason (* 1. Juli 1997 in Reykjavík) ist ein isländischer Handballspieler.

## Karriere
Ýmir Örn Gíslason spielte von 2014 bis 2020 bei Valur Reykjavík. Mit diesem Verein wurde er sowohl 2017 isländischer Meister als auch 2016 und 2017 isländischer Pokalsieger.
Am 6. Februar 2020 wechselte er zum deutschen Bundesligisten Rhein-Neckar Löwen, bei denen er einen Vertrag bis Juni 2024 unterschrieb. Der Kreisläufer wird im Verein und in der Nationalmannschaft überwiegend als Abwehrspezialist im Mittelblock eingesetzt. Mit den Löwen wurde er am 16. April 2023 DHB-Pokalsieger 2022/23 mit einem 36:34-Sieg nach Verlängerung und Siebenmeterwerfen über den SC Magdeburg. Zur Saison 2024/25 wechselte er zu Frisch Auf Göppingen. Er wurde zugleich zum Kapitän der Mannschaft ernannt.
Ýmir Örn gehörte anfangs dem Kader der isländischen Jugend- sowie Junioren-Nationalmannschaft an. Bei der U-19-Weltmeisterschaft 2015 gewann er die Bronzemedaille. Mittlerweile gehört er dem Kader der isländischen Nationalmannschaft an und nahm an der EM 2018, WM 2019 und EM 2020 teil. Bei der Weltmeisterschaft 2025 warf er fünf Tore in sechs Spielen und belegte mit dem Team den 9. Platz.

## Erfolge
- Isländischer Meister 2017 mit Valur Reykjavík
- isländischer Pokalsieger 2016 und 2017 und 2018 mit Valur Reykjavík
- Bronzemedaille bei der U-19-Handball-Weltmeisterschaft 2015 mit Island
- Gewinner DHB-Pokal 2022/23 mit den Rhein-Neckar Löwen